# Branislav Pindroch
Branislav Pindroch (* 30. října 1991, Banská Bystrica, Československo) je slovenský fotbalový brankář, od léta 2017 hráč anglického klubu Notts County FC.

## Klubová kariéra
Svoji fotbalovou kariéru začal v Dukle Banská Bystrica, kde se postupně propracoval až do prvního týmu.
V roce 2013 podepsal přestupní kontrakt se slezským klubem v České republice – MFK OKD Karviná. V sezóně 2015/16 zažil s Karvinou postup do české nejvyšší ligy. V ročníku 2016/17 působil v roli náhradního brankáře, kryl záda Janu Laštůvkovi. Po jeho odchodu do Slavie Praha Karviná angažovala na jeho pozici Martina Berkovce a Pindrochovi bylo umožněno odejít.
V červenci 2017 uspěl na týdenních testech v anglickém klubu Notts County FC hrajícího EFL League Two (4. anglická liga). Stal se prvním slovenským fotbalistou v historii tohoto klubu.